# (7777) Consadole
(7777) Consadole (1993 CO1) – planetoida z grupy pasa głównego asteroid okrążająca Słońce w ciągu 3,53 lat w średniej odległości 2,32 j.a. Odkryta 15 lutego 1993 roku.